# Премия журнала Empire (2005)
10-я церемония вручения наград премии «Империя» за заслуги в области кинематографа за 2004 год состоялась 13 марта 2005 года в отеле Гилдхолл, Лондон, Великобритания.

## Список лауреатов и номинантов
| Лучший фильм | Лучший британский фильм |
| --- | --- |
| - Превосходство Борна - Соучастник - Убить Билла. Фильм 2 - Человек-паук 2 - Суперсемейка | - Зомби по имени Шон - Бриджит Джонс: Грани разумного - Ботинки мертвеца - Испытание любовью - Слоёный торт |
| Лучший режиссёр | Лучший британский режиссёр |
| - Сэм Рэйми — Человек-паук 2 - М. Найт Шьямалан — Таинственный лес - Майкл Манн — Соучастник - Мишель Гондри — Вечное сияние чистого разума - Квентин Тарантино — Убить Билла. Фильм 2                     | - Мэттью Вон — Слоёный торт - Эдгар Райт — Зомби по имени Шон - Пол Гринграсс — Превосходство Борна - Роджер Мичелл — Терпеливая любовь - Шейн Медоуз — Ботинки мертвеца |
| Лучшая мужская роль | Лучший британский актёр |
| - Мэтт Деймон — Превосходство Борна - Джим Керри — Вечное сияние чистого разума - Джонни Депп — Волшебная страна - Тоби Магуайр — Человек-паук 2 - Том Круз — Соучастник                                   | - Пэдди Консидайн — Ботинки мертвеца - Дэниел Крейг — Слоёный торт - Пол Беттани — Уимблдон - Рис Иванс — Терпеливая любовь - Саймон Пегг — Зомби по имени Шон |
| Лучшая женская роль | Лучшая британская актриса |
| - Жюли Дельпи — Перед закатом - Брайс Даллас Ховард — Таинственный лес - Кейт Бланшетт — Авиатор - Кирстен Данст — Человек-паук 2 - Ума Турман — Убить Билла. Фильм 2                                      | - Кейт Уинслет — Вечное сияние чистого разума - Имельда Стонтон — Вера Дрейк - Кейт Эшфилд — Зомби по имени Шон - Кира Найтли — Король Артур - Саманта Мортон — Терпеливая любовь                                                                                           |
| Лучший дебют | Лучшая сцена в фильме |
| - Фредди Хаймор — Волшебная страна - Брайс Даллас Ховард — Таинственный лес - Мэттью Вон — Слоёный торт - Сиенна Миллер — Красавчик Алфи, или Чего хотят мужчины и Слоёный торт - Зак Брафф — Страна садов | - Терпеливая любовь: The balloon sequence - Убить Билла. Фильм 2: «The Bride» versus «Elle» sequence - Зомби по имени Шон: The records and zombies scene - Человек-паук 2: Spider-Man battles Dr. Octopus on the train - Превосходство Борна: The Moscow car chase sequence |
| Honorary Awards | |
| - Empire Inspiration Award: Pixar - Independent Spirit Award: Кевин Смит - Empire Special Honorary Awards: Квентин Тарантино - Outstanding Contribution to British Cinema: Working Title Films             | |

### Несколько наград
| Число наград | Фильм               |
| ------------ | ------------------- |
| 2            | Превосходство Борна |

### Несколько номинаций
| Число номинаций | Фильм                        |
| --------------- | ---------------------------- |
| 5               | Терпеливая любовь            |
| 5               | Слоёный торт                 |
| 5               | Зомби по имени Шон           |
| 5               | Человек-паук 2               |
| 4               | Убить Билла. Фильм 2         |
| 4               | Превосходство Борна          |
| 3               | Соучастник                   |
| 3               | Ботинки мертвеца             |
| 3               | Вечное сияние чистого разума |
| 3               | Таинственный лес             |
| 2               | Волшебная страна             |